# Championnat du Costa Rica de football 1961
Navigation
Saison précédente Saison suivante
La Primera División 1961 est la trente-neuvième édition de la première division costaricienne.
Lors de ce tournoi, le LD Alajuelense a tenté de conserver son titre de champion du Costa Rica face aux sept meilleurs clubs costariciens.
Chacun des huit clubs participant était confronté quatre fois aux sept autres équipes.
Deux places étaient qualificatives pour la première édition de la Coupe des champions de la CONCACAF.

## Les 8 clubs participants
| \| San José: Gimnástica Española Deportivo Saprissa LD Alajuelense Carmen FC CS Cartagines I San José CS Herediano Orión FC I San José CS Uruguay \| Localisation des clubs engagés dans le championnat. |
| San José: Gimnástica Española Deportivo Saprissa LD Alajuelense Carmen FC CS Cartagines I San José CS Herediano Orión FC I San José CS Uruguay                                                           |

| Club                | Stade                        | Capacité          | Ville         |
| LD Alajuelense      | Stade Alejandro Morera Soto  | 17 900            | Alajuela      |
| Carmen FC           | Stade Carlos Alvarado        | 3 000             | Santa Bárbara |
| CS Cartagines       | Stade José Rafael Meza       | 13 500            | Cartago       |
| Gimnástica Española | Stade inconnu                | Capacité inconnue | San José      |
| CS Herediano        | Stade Eladio Rosabal Cordero | 8 100             | Heredia       |
| Orión FC            | Stade Lito Monge             | 27 500            | Curridabat    |
| Deportivo Saprissa  | Stade national du Costa Rica | 25 500            | San José      |
| CS Uruguay          | Stade Municipal el Labrador  | 2 500             | Coronado      |

## Compétition
Les huit équipes devaient s'affronter à quatre reprises selon un calendrier tiré aléatoirement, cependant cinq clubs majeurs de la Primera División déclarent forfait avant la compétition et créent un championnat parallèle. Seulement trois équipes participent ainsi à la compétition organisée par la FNF.
Le classement est établi sur l'ancien barème de points (victoire à 2 points, match nul à 1, défaite à 0).
Le départage final se fait selon les critères suivants :
- Le nombre de points.
- Une confrontation aller-retour supplémentaire.

### Classement Fédération
| Rang | Équipe              | Pts | J | G | N | P | Bp | Bc | Diff |
| ---- | ------------------- | --- | - | - | - | - | -- | -- | ---- |
| 1    | Carmen FC           | 7   | 4 | 3 | 1 | 0 | 9  | 3  | +6   |
| 2    | CS Uruguay (P)      | 4   | 4 | 1 | 2 | 1 | 8  | 5  | +3   |
| 3    | Gimnástica Española | 1   | 4 | 0 | 1 | 3 | 3  | 12 | -9   |

| Légende : Abréviations | Légende : Abréviations        |
| ---------------------- | ----------------------------- |
|                        | (P) : Promu de la saison 1960 |

Cependant, face à la puissance politique et économique des clubs ayant fait scission, l'Asofútbol, organisme créé par ces derniers, prend le dessus sur la scène nationale et internationale et jusqu'en 1999, seule la compétition organisée par ces derniers sera considéré comme étant officiellement le championnat de football de Costa Rica de 1961.

### Classement Asofútbol
| Rang | Équipe             | Pts | J  | G  | N | P  | Bp | Bc | Diff |
| ---- | ------------------ | --- | -- | -- | - | -- | -- | -- | ---- |
| 1    | CS Herediano       | 25  | 16 | 12 | 1 | 3  | 47 | 24 | +23  |
| 2    | Deportivo Saprissa | 17  | 16 | 8  | 1 | 7  | 31 | 20 | +11  |
| 3    | CS Cartagines      | 17  | 16 | 7  | 3 | 6  | 35 | 30 | +5   |
| 4    | LD Alajuelense (T) | 17  | 16 | 7  | 3 | 6  | 36 | 35 | +1   |
| 5    | Orión FC           | 4   | 16 | 2  | 0 | 14 | 16 | 56 | -40  |

| Légende : Qualifications et relégations | Légende : Qualifications et relégations               |
| --------------------------------------- | ----------------------------------------------------- |
|                                         | Coupe des champions de la CONCACAF 1962 (Demi-finale) |
|                                         | (T) : Tenant du titre                                 |

## Bilan du tournoi
À partir de 1999, les deux champions sont reconnus permettant ainsi à l'AD Carmelita de posseder un titre de champion. Cependant, à la fin de la saison, la CONCACAF décide de ne pas attribuer les deux places en Coupe des champions de la CONCACAF lors de cette saison, ainsi seul le champion  Asofútbol profite d'une des deux places qualificatives, l'autre est récupérée par le champion de la saison précédente. Devant la puissance de l'Asofútbol, la FNF n'a d'autre solution que de céder et réintègre les cinq clubs dissidents qui rejoignent le vainqueur du tournoi de relégation opposant les trois clubs du championnat initial aux trois meilleurs clubs de Segunda División.
| Tableau d'Honneur           |              |
| Compétition                 | Vainqueur    |
| Primera División Federación | Carmen FC    |
| Primera División Asofútbol  | CS Herediano |

| Qualifications continentales 1961-1962 |              |
| Coupe des champions de la CONCACAF     | Qualifiés    |
| Demi-finale                            | CS Herediano |

| Promotions et relégations   |                               |
| Relégué en Segunda División | Carmen FC Gimnástica Española |
| Promu de Segunda División   | Aucun                         |

## Statistiques

### Meilleur buteur
- Alberto Armijo (CS Cartagines) 15 buts Asofútbol